# Зигфрид Зелберхер
Зигфрид Зелберхер (роден на 3 август 1955 в Клостернойбург, Австрия) е изтъкнат австрийски учен в областта на микроелектрониката. Той е професор в Института по Микроелектроника  към Техническия Университет, Виена. Неговите основни научни интереси са свързани с моделиране и симулация на физични явления в микроелектрониката.

## Биография
От 1988 г. проф. Зигфрид Зелберхер е ръководител на катедрата по софтуерна технология на микроелектронните системи към ТУ Виена. През 1978 се дипломира се като електроинженер в ТУ Виена, където защитава докторска степен по технически науки през 1981 г. и се хабилитира три години по-късно. След това за известно време е гостуващ учен в Bell-Labs. Между 1996 и 2020 проф. Selberherr  е отличен като 'Изтъкнат преподавател' на IEEE Electron Device Society.
От 1998 г. до 2005 г. е декан на Факултета по електротехника и информационни технологии . 
Освен това между 2001 и 2018 той е член и заместник председател на управителния съвет на ams AG и оттогава той е научен консултант към съвета.
От 2004 е в съвета на между-университетската катедра по Aгробиотехнология (IFA-Tulln ).

## Достижения
В своята научна кариера проф. Зелберхер е публикувал съвместно със своите сътрудници над 400 статии в реферирани международни списания и над 1200 труда в издания на международни конференции, от които повече от 250 са по покана. Автор е на две книги и е съредактирал повече от 40 тома, а докторантите на които е бил научен ръководител са повече от 100.
Сериозен резултат от научната дейност на проф. Зелберхер е разработването на симулатора за MOS прибори MINIMOS, в които е приложен модел на подвижност на токови носители, кръстен в литературата на негово име. Печелил е и ръководил множество проекти от известни фирми от полупроводниковата индустрия, и научни фондове, като Austrian Science Fund (FWF ), the Christian Doppler Research Association (CDG ), and the European Research Council (ERC ).
Актривното взаимодействие с български учени и подкрепа за развитието на българската наука започват през 1981 г. когато Зигфрид Зелберхер подписва лиценз и предоставя програмата МИНИМОС на тогавашния институт по микроелектроника в София. Това позволява да се създаде група по моделиране и да се поддържа нивото на българските специалисти в съответствие с развитието на този, почти ембаргов по онова време, дял на науката. В резултат на 32 години научен контакт с проф. Зелберхер са издадени повече от 150 труда в съавторство с български учени: публикувани в книги (над 10), списания (над 40), и издания на конференции (100). Трима от доктораните му са българи, на които спонсорира престоя във Виена, както и участието им в конференции (35).

## Награди
(Избрано)
- 2021: Член на Asia-Pacific Artificial Intelligence Association, AAIA[9]
- 2021: 'Пожизнен член' на  Institute of Electrical and Electronics Engineers, Institute of Electrical and Electronics Engineers, IEEE
- 2018: Наградата Кледо Брунети на Institute of Electrical and Electronics Engineers, IEEE
- 2015: Медал 'Франц Дингхофер' присъждан от института 'Дингхофер', Австрия.
- 2014: Почетен знак на БАН: медал Марин Дринов на лента [10]
- 2013: Редовен Член на Европейската Академия [11]
- 2011: Почетен орден Сребърен Командорски кръст за заслуги към федерална провинция Долна Австрия
- 2009: 'Advanced Grant' на ERC [12]
- 2006: Доктор хонорис кауза на Университета в Ниш
- 2005: 'Grand Decoration of Honour for Services to the Republic of Austria'
- 2004: Редовен Член на Европейската Академия на Науките и Изкуствата [13]
- 2001: Наградата Ервин Шрьодингер на Австрийската Академия на Науките [14]
- 1994: Медал 'Wilhelm Exner' на Австрийското Професионално Дружество (Österreichischen Gewerbevereins, ÖGV) [15]
- 1993: Член на Institute of Electrical and Electronics Engineers, IEEE
- 1986: Наградата 'Heinz Zemanek' на Австрийското Компютърно Дружество (Österreichische Computer Gesellschaft, ÖCG)[16]
- 1983: Наградата 'Dr. Ernst Fehrer на Техническия Университет, Виена

## Публикации със значителен принос
(Избрано)

### Списания
- L. Filipovic, S. Selberherr. Thermo-Electro-Mechanical Simulation of Semiconductor Metal Oxide Gas Sensors., Materials, Vol.12, No.15, pp. 2410-1–2410-37, 2019, DOI:10.3390/ma12152410.

- V. Sverdlov, S. Selberherr. Silicon Spintronics: Progress and Challenges., Physics Reports, Vol.585, pp. 1 – 40, 2015, DOI:10.1016/j.physrep.2015.05.002.

- H. Ceric, S. Selberherr. Electromigration in Submicron Interconnect Features of Integrated Circuits., Materials Science and Engineering R, Vol.71, pp.53 – 86, 2011, DOI:10.1016/j.mser.2010.09.001.

- V. Sverdlov, E. Ungersboeck, H. Kosina, S. Selberherr. Current Transport Models for Nanoscale Semiconductor Devices., Materials Science and Engineering R, Vol.58, No.6 – 7, pp.228 – 270, 2008, DOI:10.1016/j.mser.2007.11.001.

- T. Grasser, T.-W. Tang, H. Kosina, S. Selberherr. A Review of Hydrodynamic and Energy-Transport Models for Semiconductor Device Simulation., Proceedings of the IEEE, Vol.91, No.2, pp.251 – 274, 2003, DOI:10.1109/JPROC.2002.808150.

- S. Selberherr, A. Schütz, H. Pötzl. MINIMOS – A Two-Dimensional MOS Transistor Analyzer., IEEE Trans.Electron Devices, Vol.ED-27, No.8, pp.1540 – 1550, 1980, DOI:10.1109/T-ED.1980.20068.

### Книги
- M. Nedjalkov, I. Dimov, S. Selberherr. Stochastic Approaches to Electron Transport in Micro- and Nanostructures, Birkhäuser, Basel, ISBN 978-3-030-67916-3, 214 страници, 2021, DOI:10.1007/978-3-030-67917-0.

- R. Klima, S. Selberherr. Programmieren in C, 3. Auflage, Springer-Verlag, Wien-New York, ISBN 978-3-7091-0392-0, 366 страници, 2010, DOI:10.1007/978-3-7091-0393-7.

- J.W. Swart, S. Selberherr, A.A. Susin, J.A. Diniz, N. Morimoto. (Eds.) Microelectronics Technology and Devices, The Electrochemical Society, ISBN 978-1-56677-646-2, 661 страници, 2008.

- T. Grasser, S. Selberherr. (Eds.) Simulation of Semiconductor Processes and Devices, Springer-Verlag, Wien-New York, ISBN 978-3-211-72860-4, 460 страници, 2007, DOI:10.1007/978-3-211-72861-1.

- F. Fasching, S. Halama, S. Selberherr. (Eds.) Technology CAD Systems, Springer-Verlag, Wien-New York, ISBN 978-3-7091-9317-4, 309 страници, 1993, DOI:10.1007/978-3-7091-9315-0.

- S. Selberherr. Analysis and Simulation of Semiconductor Devices, Springer-Verlag, Wien-New York, ISBN 978-3-7091-8754-8, 294 страници, 1984, DOI:10.1007/978-3-7091-8752-4.

## Интернет адреси
- Пълен списък на публикациите